# Qualificazioni al campionato mondiale di calcio 2006 - UEFA (gruppo 8)

## Classifica
| Squadra  | Pt | G  | V | N | P | GF | GS | DR  |
| -------- | -- | -- | - | - | - | -- | -- | --- |
| Croazia  | 24 | 10 | 7 | 3 | 0 | 21 | 5  | +16 |
| Svezia   | 24 | 10 | 8 | 0 | 2 | 30 | 4  | +26 |
| Bulgaria | 15 | 10 | 4 | 3 | 3 | 17 | 17 | 0   |
| Ungheria | 14 | 10 | 4 | 2 | 4 | 13 | 14 | -1  |
| Islanda  | 4  | 10 | 1 | 1 | 8 | 14 | 27 | -7  |
| Malta    | 3  | 10 | 0 | 3 | 7 | 4  | 32 | -20 |

## Risultati
| Zagabria 4 settembre 2004 | Croazia | 3 – 0 | Ungheria |  |

| La Valletta 4 settembre 2004 | Malta | 0 – 7 | Svezia |  |

| Reykjavík 4 settembre 2004 | Islanda | 1 – 3 | Bulgaria |  |

| Budapest 8 settembre 2004 | Ungheria | 3 – 2 | Bulgaria |  |

| Göteborg 8 settembre 2004 | Svezia | 0 – 1 | Croazia |  |

| Zagabria 9 ottobre 2004 | Croazia | 2 – 2 | Bulgaria |  |

| La Valletta 9 ottobre 2004 | Malta | 0 – 0 | Islanda |  |

| Stoccolma 9 ottobre 2004 | Svezia | 3 – 0 | Ungheria |  |

| Sofia 13 ottobre 2004 | Bulgaria | 4 – 1 | Malta |  |

| Reykjavík 13 ottobre 2004 | Islanda | 1 – 4 | Svezia |  |

| Ta'qali 17 novembre 2004 | Malta | 0 – 2 | Ungheria |  |

| Zagabria 26 marzo 2005 | Croazia | 4 – 0 | Islanda |  |

| Sofia 26 marzo 2005 | Bulgaria | 0 – 3 | Svezia |  |

| Budapest 30 marzo 2005 | Ungheria | 1 – 1 | Islanda |  |

| Zagabria 30 marzo 2005 | Croazia | 3 – 0 | Malta |  |

| Reykjavík 4 giugno 2005 | Islanda | 2 – 3 | Ungheria |  |

| Sofia 4 giugno 2005 | Bulgaria | 1 – 3 | Croazia |  |

| Göteborg 4 giugno 2005 | Svezia | 6 – 0 | Malta |  |

| Reykjavík 8 giugno 2005 | Islanda | 4 – 1 | Malta |  |

| Budapest 3 settembre 2005 | Ungheria | 4 – 0 | Malta |  |

| Reykjavík 3 settembre 2005 | Islanda | 1 – 3 | Croazia |  |

| Stoccolma 3 settembre 2005 | Svezia | 3 – 0 | Bulgaria |  |

| Sofia 7 settembre 2005 | Bulgaria | 3 – 2 | Islanda |  |

| Budapest 7 settembre 2005 | Ungheria | 0 – 1 | Svezia |  |

| Ta'qali 7 settembre 2005 | Malta | 1 – 1 | Croazia |  |

| Zagabria 8 ottobre 2005 | Croazia | 1 – 0 | Svezia |  |

| Sofia 8 ottobre 2005 | Bulgaria | 2 – 0 | Ungheria |  |

| Stoccolma 12 ottobre 2005 | Svezia | 3 – 1 | Islanda |  |

| Budapest 12 ottobre 2005 | Ungheria | 0 – 0 | Croazia |  |

| Ta'qali 12 ottobre 2005 | Malta | 1 – 1 | Bulgaria |  |